# Rošťáci (film)
Rošťáci (v originále Goonies) je americká dobrodružná komedie z roku 1985 režírovaná Richardem Donnerem. Scénář napsal Chris Columbus podle námětu výkonného producenta Stevena Spielberga. Film předestírá příběh o skupině náctiletých dětí žijících v „Docích Rváčů“, čtvrti přímořského městečka Astoria, ve státě Oregon, kteří se snaží zachránit své domovy před demolicí a při tom objeví starou španělskou mapu, která je zavede na dobrodružnou cestu za pokladem Jednookého Willieho, legendárního piráta ze 17. století.

## Zápletka
Rošťáci, skupina dětí žijících v Docích Rváčů, čelí zabavení svých domovů díky expandujícímu Astoria Country Clubu, který má v plánu odkoupit všechny domy ve čtvrti, strhnout je a na jejich místě postavit golfová hřiště. Při posledních společných dnech jejich nálada klesá, především díky tomu, že Mikeyho starší bratr Brandon neudělal řidičák a zmařil jejich plán podniknout výlet na pobřeží. Při průzkumu půdy u Walsheových najdou útržek starých novin, mapu ve španělštině z roku 1623 a artefakt, týkající se legendy ztraceného, ale ne zapomenutého pokladu, ukrytého někde poblíž městečka. Slyšící volání dobrodružství, Mikey zkouší přesvědčit své kamarády, aby se k němu přidali k honbě za pokladem, který ukradl pirát jménem Jednooký Willie. Zprvu neochotně, se skupina nakonec rozhodne obejít Brandonovu autoritu a utéct na své poslední rošťácké dobrodružství.
Rošťáci na svých kolech dojedou na pobřeží a narazí na opuštěnou přímořskou restauraci, která se zdá být záchytným bodem na cestě k pokladu,
nevěda, že restauraci používají Frattellisovi, rodina zločinců, jako svůj úkryt a tiskárnu padělaných peněz. Po prvním setkání s Frattellisovými, se Rošťáci s Brandem, k nimž se mezitím přidaly dvě dívky z městečka Andy a Stef, se rozhodnou vrátit zpátky a zkusit ještě jednou najít cestu k pokladu. Ve sklepě restaurace ale objeví padělané peníze a mrtvolu v mrazáku. Dostanou strach a chtějí odejít, ale mezitím se vracejí Frattellisovi, kteří se přišli přišli mrtvoly zbavit. Dětem nezbývá nic jiného než se vydat krbem do podzemí, kde je pravděpodobně ukryt i poklad. Jednoho z nich, Špeka, tlustého chlapce, který si rád vymýšlí smyšlené historky, pošlou na policii, ale Frattellisovi ho nakonec dopadnou a přinutí ho, aby jim řekl, kam šli ostatní. Špek jim řekne pravdu, ale oni mu nevěří.
Ostatní Rošťáci sestupují mezitím hlouběji do podzemí. Po cestě najdou kostru muže, ze které se po bližším zkoumání jejích dokladů vyklube Chester Copperpot, novinář a dobrodruh, který se pokusil najít poklad v roce 1930, ale neuspěl.